# Calmarposten (1795)
Calmarposten var en dagstidning i Kalmar utgiven 31 januari 1795 till  slutet av 1819. Under största delen av utgivningsdagen var tidningen endagarstidning på lördagar, 

## Tryckning, utgivningsdagar
Tidningen trycktes på Calmars Kungliga  Gymnasie-Boktryckeri 1795-1809 och sedan av F. G. Bagge 1810-19 med frakturstil. Tidningen kom två dagar i veckan onsdag och lördag 1795,1818 och 1819. Den kom bara gång i veckan på lördagar åren 1796-1817. Tidningen trycktes med 4 sidor i kvarto. Priset var 1 riksdaler 16 skilling specie 1795; 40 skilling specie 1796-1807; 1 riksdaler banko 1808-1809; 1 riksdaler 8 skilling banko 1810-?; 2 riksdaler banko 1812-1819?. Kunglig bibliotekets exemplar är mycket skadade.

## Utgivare
Utgivare av tidningen är boktryckaren C. F. Svinhufvud, med bistånd av konsistorienotarien Eric Casper Rooswal 1795 och G. P. Sundberger 1799, 1800. Svinhufvud erhöll i juli 1798 privilegium på Calmar-Posten, men blev på grund av en fabel på vers införd 22 december 1798 förklarad förlustig sitt privilegium samtidigt med att tidningen drogs in  i februari 1799. Han fick den siste april 1799 åter tillstånd att ge ut tidningen med begagnande av det gamla privilegiet. Detta återsändes till honom den 21 maj 1799. Eftersom Calmar-Posten genom att införande utländska nyheter hade överskridit privilegiet, blev ordföranden i Boktryckerisocieteten i januari 1805, anmodad att genom cirkulär underrätta alla utgivare av landsortstidningar att ställa sig till noga efterlevnad de dem givna föreskrifter. Svinhufvuds anhöll att regementsskrivaren Fredrik Gustaf Bagge skulle få överta tryckeriet och Calmar-Posten. Kungliga  majestätet biföll detta 11 juni 1806, samtidigt med att privilegium för tidningen utfärdades för Bagge, som fortsatte tidningens utgivande till och med  1819, varefter den upphörde.